# Dysstroma ethela
Dysstroma ethela là một loài bướm đêm trong họ Geometridae.